# Vlastimil Tusar
Vlastimil Tusar (Praga, 18 ottobre 1880 – Berlino, 2 marzo 1924) è stato un politico e giornalista cecoslovacco, primo ministro della Cecoslovacchia dall'8 luglio 1919 al 15 settembre 1920.

## Biografia
Eletto nel Parlamento austro-ungarico nel 1911 in rappresentanza di Brno, Tusar fu tra i principali esponenti del movimento indipendentista cecoslovacco.
Eletto nel nuovo parlamento cecoslovacco, fu incaricato di negoziare con gli austriaci il nuovo confine tra i due Stati.
Dopo essere stato nominato primo ministro nel 1919, l'anno seguente è costretto a dimettersi a causa delle crescenti polemiche contro l'ala più oltranzista del partito socialdemocratico, di cui Tusar era membro.
Nel 1921 venne nominato ambasciatore a Berlino, dove morì tre anni dopo.